# 南久留米駅
南久留米駅（みなみくるめえき）は、福岡県久留米市野中町にある、九州旅客鉄道（JR九州）久大本線の駅である。

## 歴史
- 1928年（昭和3年）12月24日：鉄道省（国有鉄道）の駅として開業[2][3]。
- 1984年（昭和59年）2月15日：貨物および荷物扱い廃止[3]。無人化[4]（その後、業務委託駅となる）。
- 1987年（昭和62年）4月1日：国鉄分割民営化により九州旅客鉄道が継承[2][3]。
- 2022年（令和4年）3月12日：再度無人化[5]。
- 2024年（令和6年）3月：駅舎改築。

## 駅構造
島式ホーム1面2線を有する地上駅。駅舎から盛土上にあるホームへはトンネルを通って行く。かつてはトンネル入口に駅員が手入れした約400本のツツジが植えられ、観光ルートの一つにもなっていた。
駅舎は1928年（昭和3年）開業以来のものだが2001年に事務所部分が解体され、約半分の大きさになっている。駅舎入り口部分の天井には六芒星の飾りが取り付けられている。詳細は定かではないが久留米にはかつて陸軍の部隊が数多く駐屯しており、軍で地図上に部隊配置を表記するときの記号として六芒星で旅団を表していたことがあったことから久留米の歩兵第24旅団を示していたのではないか、あるいは日本では古来六芒星が魔よけとして使われていたことから兵士たちの戦地からの生還を祈るまじないとして表記されたのではないか、等の意見がある。前者の意見について、陸上自衛隊久留米駐屯地は「記号はあくまで地図に表記するものであって実際の建物に表記する意味がなく、また司令部ではなく駅に書く意味もない」として否定的な見解を述べている。
日本国有鉄道末期の1984年にいったん無人化され、その後JR九州サービスサポートが駅業務を行う業務委託駅だったが、2022年（令和4年）3月12日のダイヤ改正より再び無人化された。

### のりば
| のりば | 路線      | 方向 | 行先       |
| ------ | --------- | ---- | ---------- |
| 1      | ■久大本線 | 下り | 日田方面   |
| 2      | ■久大本線 | 上り | 久留米方面 |

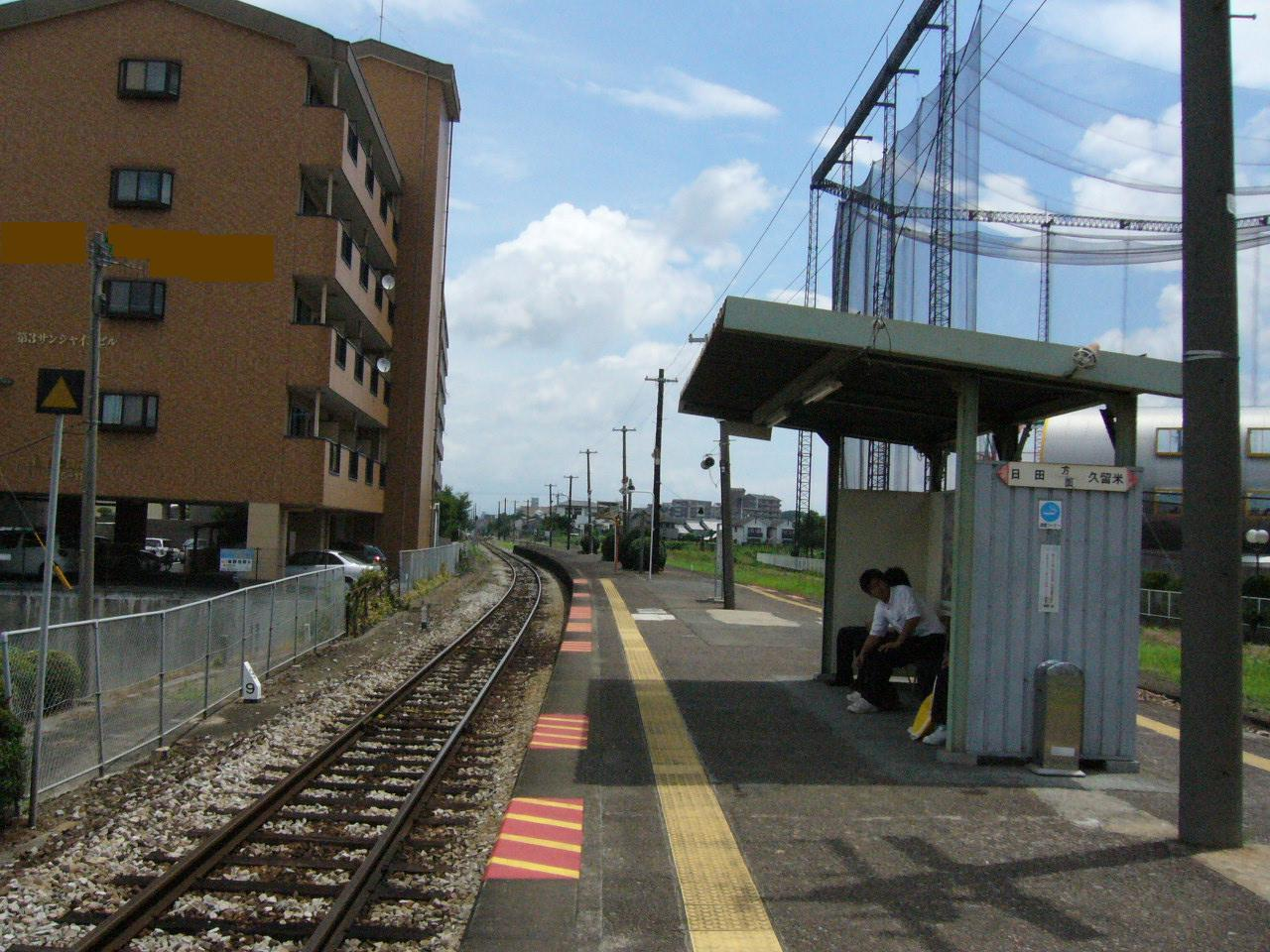
ホーム（2007年7月）

## 利用状況
1974年（昭和49年）頃には大豆や飼料、肥料、セメントなど1日平均約200tが到着し、食用油や大豆・菜種の粕、線香の材料など約40tが発送されていたほか、陸上自衛隊久留米駐屯地の最寄り駅のため、大砲を1ヶ月に数台運搬していた。
1974年の1日平均乗降客は約1,500人で、大半が通学客だった。2023年度の1日平均乗車人員は376人である。
| 年度   | 1日平均 乗車人員 | 1日平均 乗降人員 |
| ------ | ---------------- | ---------------- |
| 2014年 | 408              | 811              |
| 2015年 | 422              | 836              |
| 2016年 | 424              | 841              |
| 2017年 | 422              |                  |
| 2018年 | 436              | 866              |
| 2019年 | 426              |                  |
| 2020年 | 329              |                  |
| 2021年 | 365              |                  |
| 2022年 | 365              |                  |
| 2023年 | 376              |                  |

## 駅周辺

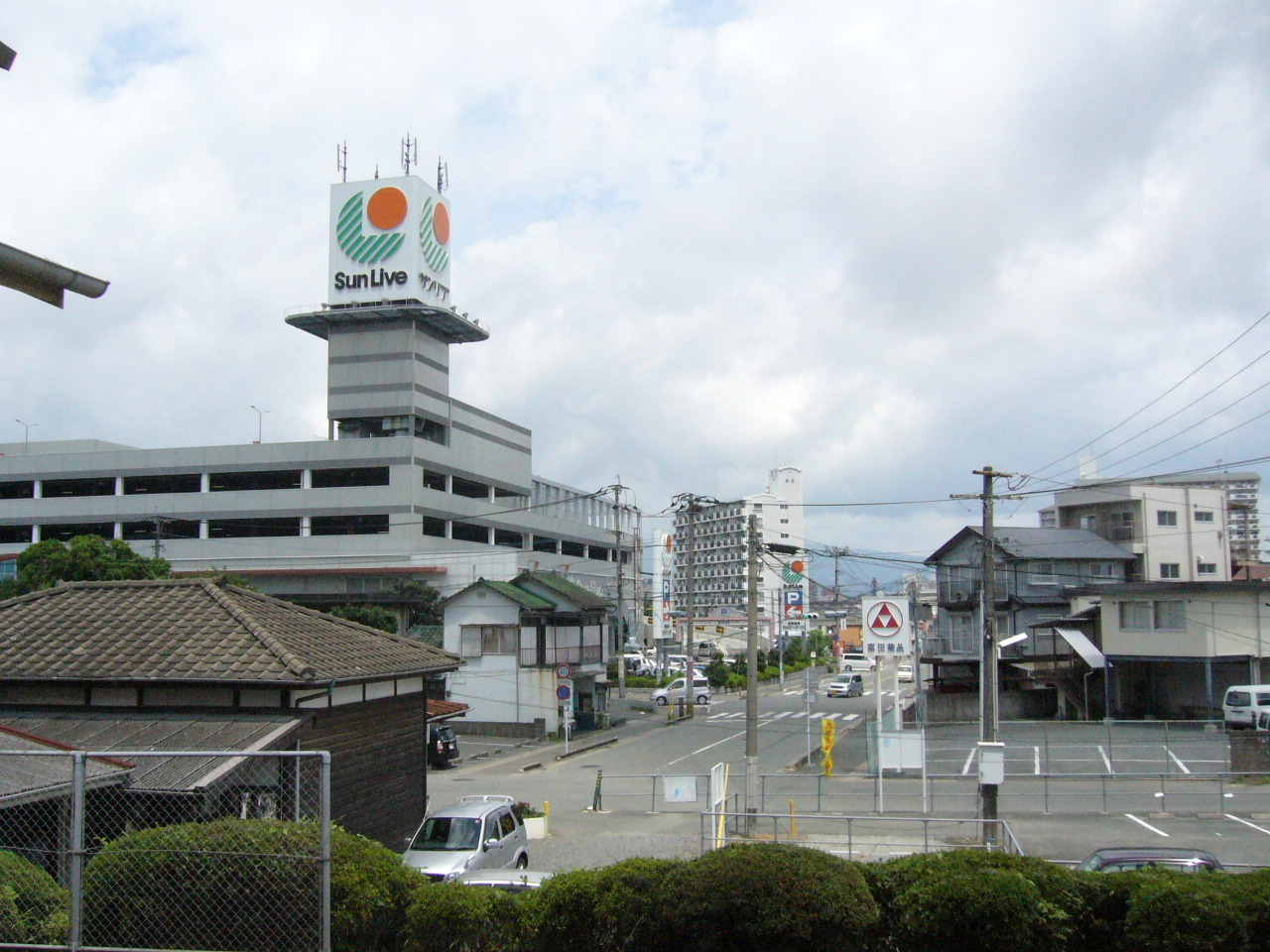
サンリブ久留米（2007年7月。ホームから撮影）

久留米市の中心市街地の南東部に位置しており、駅前にはショッピングセンターのサンリブ久留米がある。駅の裏手にはマンションが建っているほか、駅周辺は民家や商店が密集している。
- 久留米競輪場
- 陸上自衛隊久留米駐屯地
- 陸上自衛隊前川原駐屯地（陸上自衛隊幹部候補生学校）
- 筑後国分尼寺跡

### バス路線
以前は駅前に西鉄バス久留米の南久留米バス停があったが、2010年に廃止された。末期には土日に信愛女学院行きが1本ずつ運行されるのみであった。以下に周辺のバス停を列挙する。バスの経由地は主要停留所のみ記載。
- 上川原（堀川バス）
  - 約400 m北東の市道上にある。出口右手のY字路を左へ進んだ後一つ目の交差点を右へ、その後突き当たりを右へ行き踏切を渡ると停留所がある。
  - 久留米線：JR久留米駅←荘島←西鉄久留米←野中町←上川原→国分小学校前→大学医療センター→藤山→福島
- 高屋敷（西鉄バス久留米）
  - 駅から伸びる市場通りを約650 m歩いたところの高屋敷交差点付近にある。
  - 2：JR久留米駅←荘島←西鉄久留米←高屋敷→野中中通り→久留米大学前→信愛女学院
- 一丁田（西鉄バス久留米）
  - 約700 m離れた諏訪野町一丁田交差点周辺にある。駅前の交差点を左へ行き、まっすぐ行くと諏訪野町一丁田交差点である。
  - 3：JR久留米駅←市役所前←西鉄久留米←諏訪野町五丁目←一丁田→国分→大学医療センター→青峰団地
    - 交差点南東の県道752号上に停留所がある。

  - 30：JR久留米駅←市役所前←西鉄久留米←花畑←一丁田→川瀬→福島→西鉄八女営業所
  - 31：JR久留米駅←市役所前←西鉄久留米←諏訪野町五丁目←一丁田→川瀬→福島→西鉄八女営業所
    - 国道3号上に停留所がある。JR久留米駅方面は交差点南側、31番の八女方面は北側の歩道橋下、30番の八女方面は交差点北西の県道753号上。

## その他
現在両隣の駅は国鉄民営化後に設置された駅で、民営化当初は当駅の隣接は久留米駅（のぼり）と御井駅（くだり）で、それぞれ4.9 km、3.1 kmと久留米市の中心部としては駅間が非常に離れていた。その途中の区間も連続した住宅地であったため、90年代後半より、「JR久大本線活性化促進協議会」を中心に、それぞれの駅間に新駅設置を求める住民運動が起こった。
これを受けて開業したのが、2000年の久留米大学前駅、2009年の久留米高校前駅である。

## 隣の駅
九州旅客鉄道（JR九州）
■久大本線
久留米高校前駅 - 南久留米駅 - 久留米大学前駅